# Aeropuerto de Albacete

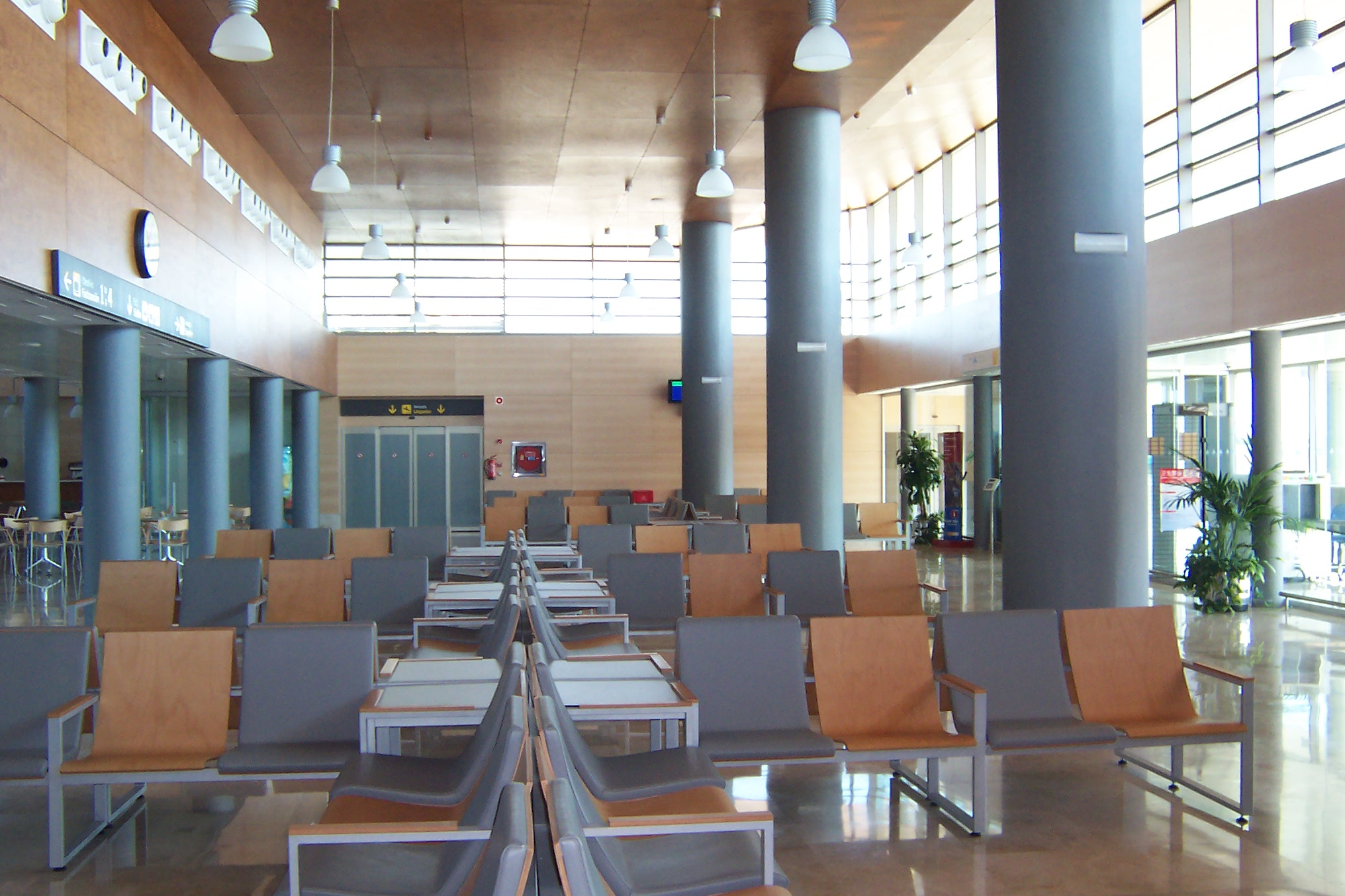
Interieur luchthaven

De luchthaven van Albacete (Spaans: Aeropuerto de Albacete) is een internationale luchthaven gelegen bij de luchtmachtbasis van Los Llanos op zo'n zes kilometer van de Spaanse stad Albacete.

## Statistieken
| Jaar | Passagiers |
| ---- | ---------- |
| 2003 | 4.666      |
| 2004 | 15.055     |
| 2005 | 15.992     |
| 2006 | 17.520     |
| 2007 | 19.888     |
| 2008 | 19.263     |
| 2009 | 15.262     |
| 2010 | 11.190     |